# Ebony Moon
Ebony Moon är ett musikalbum från 1998 där den amerikansk-svenske pianisten Steve Dobrogosz spelar egna låtar.

## Låtlista
Alla låtarna är skrivna av Steve Dobrogosz.
1. Childhood's End – 3:28
2. Her Own Fields – 2:37
3. Your Silent Eyes – 4:05
4. Little Lamb – 4:10
5. Prelude – 2:51
6. Rolling Back the Sea – 3:36
7. Violet / Psalm – 4:32
8. Sonnet – 3:37
9. Ebony Moon – 3:56
10. Balladear – 2:49
11. Touching – 3:30
12. Glade / The Trees – 3:30
13. North Hills – 4:14
14. Restless Night – 3:01
15. Someday I'll Be the Singer – 2:22
16. Nothing At All – 2:28
17. Old Front Porch – 2:24
18. Congregation – 2:32
19. Transistor – 3:25

## Medverkande
- Steve Dobrogosz – piano